# Richard Mikuláš Coudenhove-Kalergi
Richard Mikuláš hrabě Coudenhove-Kalergi (něm. Richard Nicolaus Graf Coudenhove-Kalergi; původně japonským křestním jménem Ejiro,16. listopadu 1894, Tokio – 27. července 1972 Schruns, Rakousko) byl rakouský šlechtic s československým občanstvím, spisovatel, politik a spoluzakladatel Panevropské unie, příslušník rodu Coudenhove.

## Původ a rodina
Richard Coudenhove-Kalergi byl druhorozeným synem rakousko-uherského diplomata, působícího v Japonsku Heinricha Coudenhove-Kalergiho a jeho manželky Micuko, rozené Aojama (1874–1941), která pocházela z rodiny japonského obchodníka. 

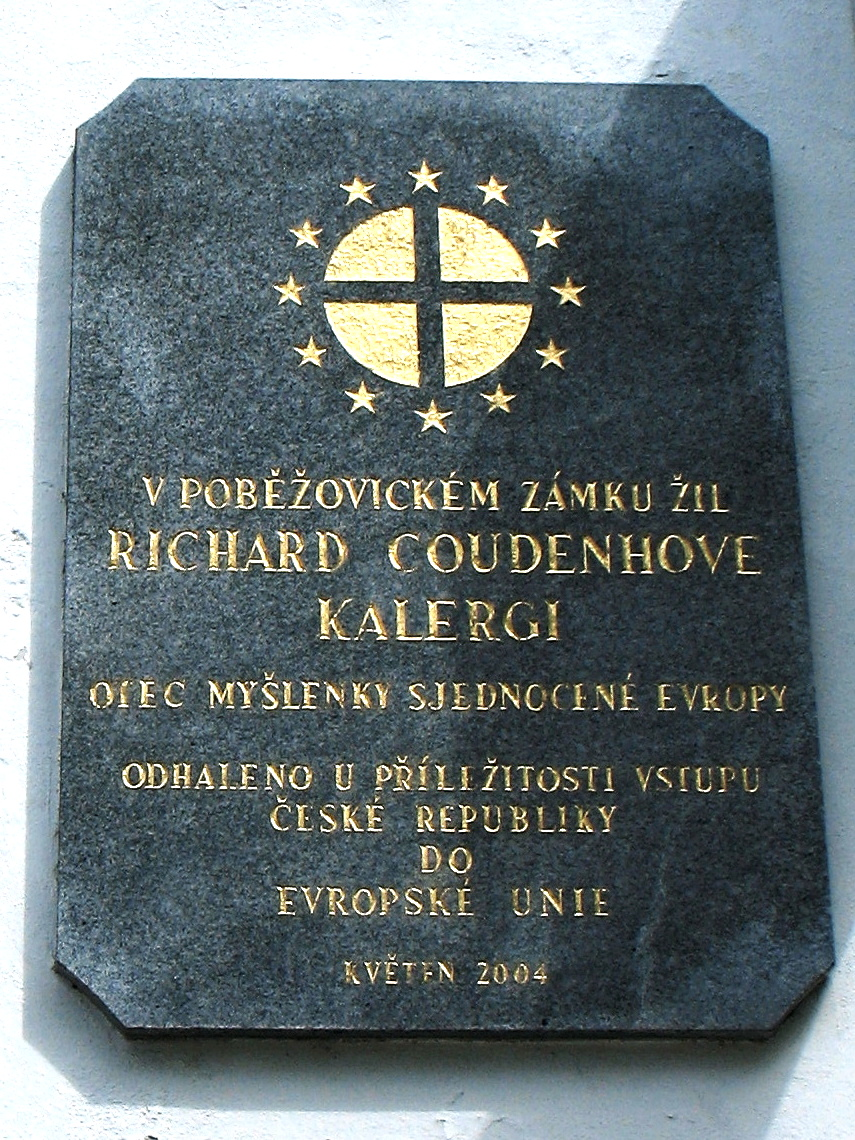
Pamětní deska, instalovaná v roce 2004 u příležitosti vstupu ČR do Evropské unie v poběžovickém zámku

Po otci mu náležel  šlechtický titul Coudenhove, který jeho dávní předkové získali za účast na křížové výpravě z roku 1099. Jeho původ je možné vystopovat až k předku Gerolfovi zesnulému 3. března 1259.
Hrabě Richard Coudenhove-Kalergi se narodil v Tokiu, vyrůstal v Rakousko-Uhersku, jeho domovem byla Francie a měl československé občanství. Když mu byl jeden rok, přestěhovali se jeho rodiče na svůj zámek do Poběžovic v západních Čechách. 
Richard Coudenhove-Kalergi byl vzděláván soukromými učiteli a svým otcem, jenž ovládal 18 jazyků, a to v ruštině a maďarštině. Později přestoupil na Theresianum ve Vídni a poté studoval na vídeňské univerzitě (Alma Mater Rudolphina) filosofii a dějiny. Roku 1916 promoval na doktora filosofie.
Roku 1915 se oženil s rakouskou herečkou Idou Roland Klausnerovou, jež zemřela roku 1951. Za druhé světové války emigroval do Švýcarska a USA. Roku 1952 se oženil se Švýcarkou Alexandrou hraběnkou von Tiele, roz. Bally, dcerou lékaře ze Solothurnu, která však po krátkém manželství zemřela. Roku 1969 se znovu oženil a vzal si Rakušanku Melanii Benatzky Hoffmannovou, vdovu po skladateli Ralphu Benatzkym. Navzdory svým třem manželstvím zemřel Richard Coudenhove-Kalergi jako bezdětný.
Kalergiho sestra Ida Friederike Görres je známá jako spisovatelka, novinářka Barbara Coudenhove-Kalergi je jeho neteř.

## Profesionální dráha

Vlajka Panevropské unie

Richard Mikuláš Coudenhove-Kalergi rozvinul vizionářskou „pan-evropskou“ ideu, kterou se zabýval po celý svůj život. Svůj cíl, zřídit Paneuropu v mezinárodním měřítku, pojal v roce 1922, když mu bylo 28 let. Jím navrhovaný politický a hospodářský svazek evropských států měl zmírnit hrozbu nové světové války.

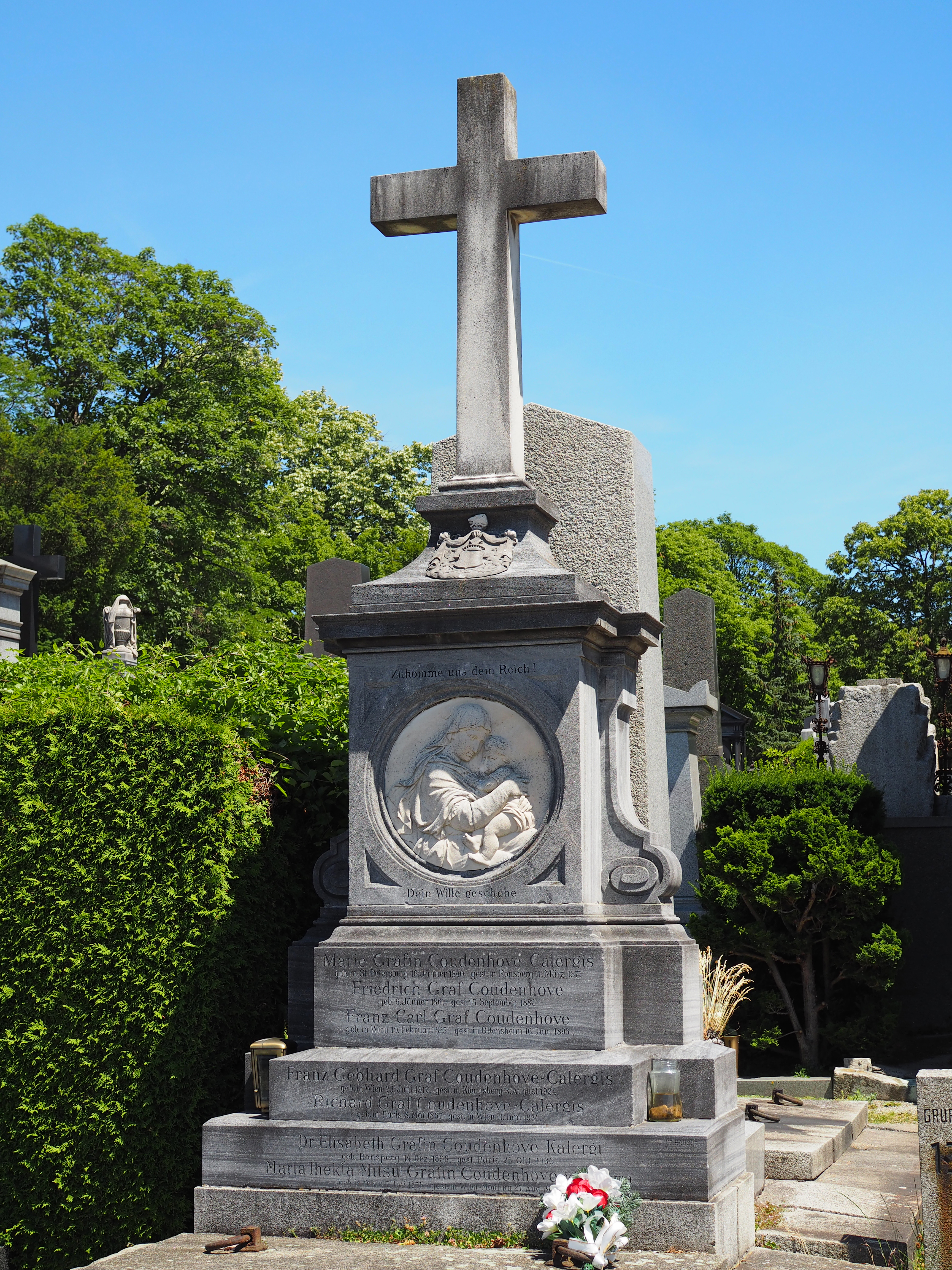
Hrob Richarda Coudenhove-Kalergi a dalších příslušníků rodiny Coudenhove-Kalergi na hřibitově ve vídeňské čtvrti Hietzing

V roce 1923, respektive 1924 Coudenhove-Kalergi zakládá Panevropskou unii, nejstarší z hnutí pro sjednocení Evropy, k němuž patřili mimo jiné i Albert Einstein, Thomas Mann, Aristide Briand, Otto von Habsburg či Konrad Adenauer. Jednotná Evropa v chápání Kalergiho měla stát na principech svobody, míru, blahobytu a kultury, jež jsou dodnes součástí základů evropské kultury. Spatřoval jednotnou Evropu v hospodářském, ale také kulturním a politickém ohledu jako protiváhu k USA, Rusku a Asii.

## Dílo
- Seznam děl v Souborném katalogu ČR, jejichž autorem nebo tématem je Richard Mikuláš Coudenhove-Kalergi
- Šlechta (něm. Adel, Leipzig, 1922), obsah je podobný jako v knize Praktický idealismus (něm. Praktischer Idealismus)
- Praktický idealismus (něm. Praktischer Idealismus, 1925)
- Boj o Panevropu (něm. Kampf um Paneuropa, 3 svazky, 1925-28)
- Euronárod (něm. Die Europäische Nation, 1953)
- Světová velmoc Evropa (něm. Weltmacht Europa, 1971)